# Lophuromys
Lophuromys és un gènere de rosegadors de la subfamília dels deomins que viu a l'Àfrica subsahariana. Aquest gènere estigué molt de temps categoritzat com a murí incertae sedis, però a principis del segle XXI fou reclassificat com a deomí basant-se en dades genètiques. El gènere conté més de 30 espècies, que es descobriren a finals del segle XX i principis del segle XXI a partir de dades morfològiques i genètiques.
Es mengen sobretot invertebrats, com ara formigues, però algunes espècies també consumeixen material vegetal. El gènere es subdivideix en els subgèneres Lophuromys i Kivumys. Els membres de Kivumys tenen les orelles, la cua i els peus més llargs i les urpes més curtes.

## Taxonomia
El gènere conté els subgèneres i espècies següents:
- Subgènere Kivumys
  - Lophuromys luteogaster
  - Lophuromys medicaudatus
  - Lophuromys woosnami
- Subgènere Lophuromys
  - Lophuromys angolensis
  - Lophuromys ansorgei
  - Lophuromys aquilus
  - Lophuromys brevicaudus
  - Lophuromys brunneus
  - Lophuromys cinereus
  - Lophuromys chercherensis
  - Lophuromys chrysopus
  - Lophuromys dieterleni
  - Lophuromys dudui
  - Lophuromys eisentrauti
  - Lophuromys flavopunctatus
  - Lophuromys huttereri
  - Lophuromys kilonzoi
  - Lophuromys machangui
  - Lophuromys makundii
  - Lophuromys melanonyx
  - Lophuromys menageshae
  - Lophuromys nudicaudus
  - Lophuromys pseudosikapusi
  - Lophuromys rahmi
  - Lophuromys roseveari
  - Lophuromys sabunii
  - Lophuromys sikapusi
  - Lophuromys simensis
  - Lophuromys stanleyi
  - Lophuromys verhageni
  - Lophuromys zena